# Air Panas Baru
Air Panas Baru is een bestuurslaag in het regentschap Kerinci van de provincie Jambi, Indonesië. Air Panas Baru telt 599 inwoners (volkstelling 2010).